# Carla Guidi
Carla Guidi (Legnano, 26 dicembre 1920 – ...) è stata una cestista italiana.

## Carriera
Ha giocato l'Europeo 1950 con la Nazionale e ha vinto due scudetti con la Comense Como.

## Statistiche

### Cronologia presenze e punti in Nazionale
| Cronologia completa delle presenze e dei punti in Nazionale - Italia | Cronologia completa delle presenze e dei punti in Nazionale - Italia | Cronologia completa delle presenze e dei punti in Nazionale - Italia | Cronologia completa delle presenze e dei punti in Nazionale - Italia | Cronologia completa delle presenze e dei punti in Nazionale - Italia | Cronologia completa delle presenze e dei punti in Nazionale - Italia | Cronologia completa delle presenze e dei punti in Nazionale - Italia | Cronologia completa delle presenze e dei punti in Nazionale - Italia |
| Data                                                                 | Città                                                                | In casa                                                              | Risultato                                                            | Ospiti                                                               | Competizione                                                         | Punti                                                                | Note                                                                 |
| -------------------------------------------------------------------- | -------------------------------------------------------------------- | -------------------------------------------------------------------- | -------------------------------------------------------------------- | -------------------------------------------------------------------- | -------------------------------------------------------------------- | -------------------------------------------------------------------- | -------------------------------------------------------------------- |
| 09/01/1948                                                           | Parigi                                                               | Francia                                                              | 35 - 22                                                              | Italia                                                               | Amichevole                                                           | 2                                                                    | [ 1 ]                                                                |
| 15/05/1950                                                           | Budapest                                                             | Cecoslovacchia                                                       | 40 - 34                                                              | Italia                                                               | EuroBasket 1950 - Preliminari                                        | 0                                                                    | [ 1 ]                                                                |
| 16/05/1950                                                           | Budapest                                                             | Italia                                                               | 61 - 18                                                              | Svizzera                                                             | EuroBasket 1950 - Preliminari                                        | 4                                                                    | [ 1 ]                                                                |
| 19/05/1950                                                           | Budapest                                                             | Unione Sovietica                                                     | 65 - 16                                                              | Italia                                                               | EuroBasket 1950 - Girone finale                                      | 0                                                                    | [ 1 ]                                                                |
| 20/05/1950                                                           | Budapest                                                             | Francia                                                              | 63 - 51                                                              | Italia                                                               | EuroBasket 1950 - Girone finale                                      | 2                                                                    | [ 1 ]                                                                |
| Totale                                                               |                                                                      | Presenze                                                             | 5                                                                    |                                                                      | Punti                                                                | 8                                                                    |                                                                      |

## Palmarès
- Campionato italiano: 2
Comense Como: 1949-50, 1951-52